# Alberta (Minnesota)
Pour les articles homonymes, voir Alberta (homonymie).
La ville américaine d’Alberta est située dans le comté de Stevens, dans l’État du Minnesota. Lors du recensement de 2010, sa population s’élevait à 103 habitants.